# District de Kgalagadi
Pour les articles homonymes, voir Kgalagadi.
Kgalagadi est un district du Botswana. Le fuseau horaire est UTC+2.

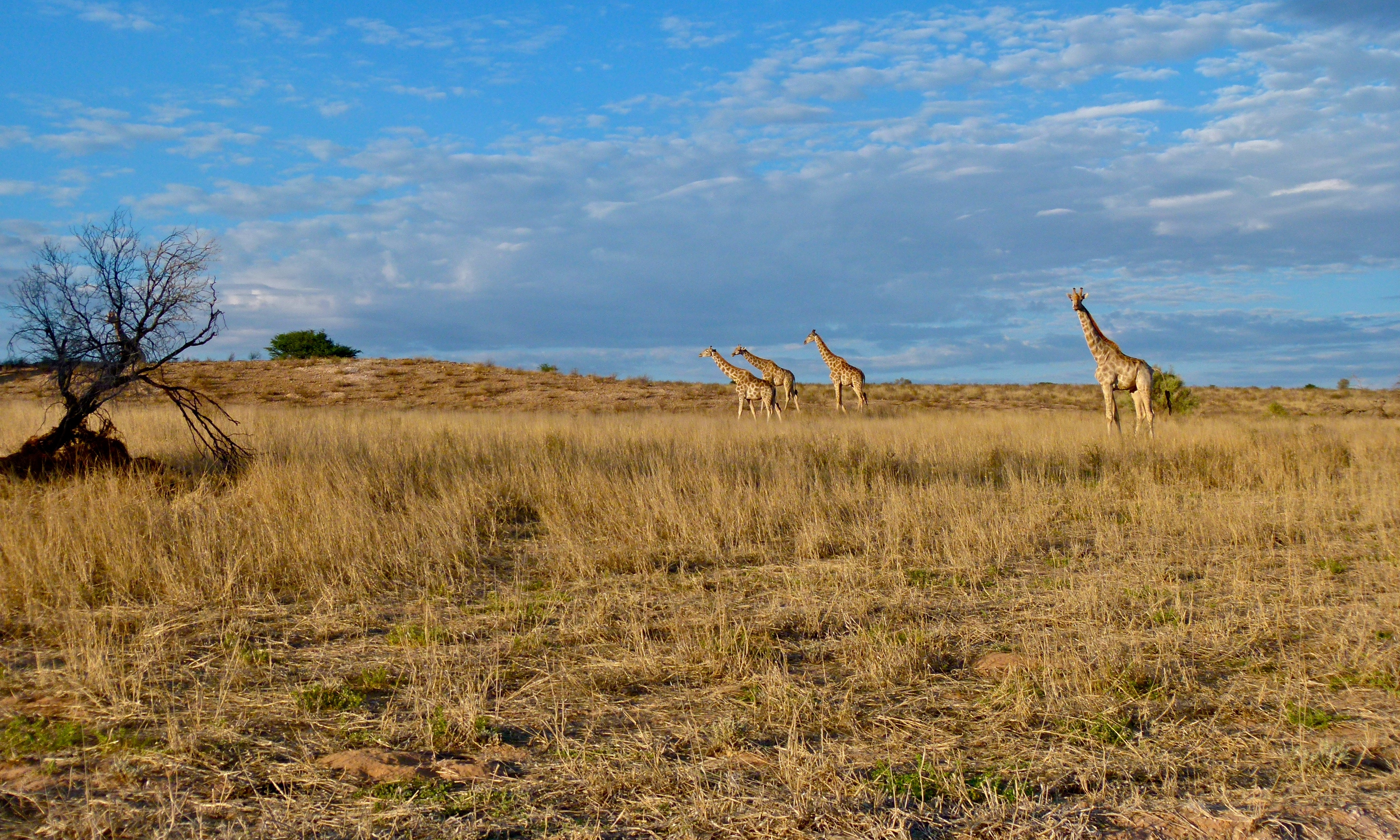
Parc transfrontalier de Kgalagadi

## Sous-districts
- Kgalagadi North
- Kgalagadi South